# Этюд в розовых тонах
«Этюд в розовых тонах» (англ. A Study in Pink) — первый эпизод телевизионного сериала «Шерлок», впервые вышедший на BBC One и BBC HD 25 июля 2010 года. Он знакомит с главными героями и первым таинственным убийством. Основой эпизода послужили мотивы первой повести сэра Артура Конан Дойля про Шерлока Холмса «Этюд в багровых тонах».
Сценарий эпизода был создан Стивеном Моффатом, одним из авторов сериала. Первоначально был снят 60-минутный эпизод про Шерлока под руководством Коки Гейдройц. Однако в BBC решили не запускать этот эпизод в эфир, а поручили снять три эпизода по 90 минут. Сериал был переснят, на этот раз режиссёром стал Пол Макгиган. Британский совет по классификации фильмов выдал сертификат эпизоду, и 30 августа 2010 года он вышел на DVD.

## Сюжет
Бывший военный врач Джон Ватсон, служивший в Афганистане и получивший ранение в бою, возвращается в Лондон. Университетский друг Джона, Майк Стэмфорд, знакомит его с эксцентричным детективом Шерлоком Холмсом, который подыскивает соседа. Они поселяются в квартире 221Б по Бейкер-стрит, принадлежащей пожилой хозяйке миссис Хадсон.
В городе происходит серия из трёх самоубийств, которые полицейский отдел во главе с инспектором Лестрейдом считает взаимосвязанными. Холмс предлагает Ватсону посетить четвёртое место преступления в качестве доктора. Четвёртая погибшая, женщина в розовом, оставляет выцарапанную на полу надпись «Rache». Осматривая тело и место преступления, Холмс делает вывод, что надпись, вопреки мнению судмедэксперта Андерсона, — не немецкое слово, означающее «месть», а недописанное имя «Rachel» (рус. Рейчел). Заметив брызги грязи на ногах жертвы, Шерлок делает вывод о наличии у неё чемодана, однако чемодан на месте обнаружен не был. Дело заинтересовывает его, и он уверен, что все четыре случая — убийство.
Когда Ватсон возвращается с места преступления, его прямо с улицы забирает неизвестная машина и привозит на пустой склад. Там Джона встречает человек, который называет себя «заклятым врагом» Шерлока Холмса и предлагает Джону вознаграждение за информацию о его соседе по квартире, однако Ватсон отказывается от такого сотрудничества. По возвращении Джона домой Шерлок просит его отправить сообщение на номер последней погибшей жертвы с предложением о встрече. Шерлок, самостоятельно нашедший чемодан жертвы в ближайшей мусорке и не обнаруживший в нём телефона, делает вывод, что телефон находится в руках убийцы, и таким образом пытается его выманить. Рядом с местом встречи Шерлок замечает остановившееся такси; догнав его, он узнаёт, что пассажир — американец, только что прибывший в город и, следовательно, не убийца.
Скотланд-Ярд узнаёт, что Шерлок обнаружил чемодан убитой, и его начинают подозревать в сокрытии улик. Пока полицейские обыскивают квартиру Холмса, сыщик догадывается, что имя «Рейчел» — пароль электронной почты убитой с доступом к GPS-навигации телефона, который она, зная, что умрёт, подбросила убийце. Воспользовавшись картой, они вычисляют, что сигнал идёт из квартиры 221Б, а миссис Хадсон сообщает, что внизу Шерлока ожидает такси. Шерлок начинает догадываться, что происходит, покидает квартиру и уезжает с таксистом. Тот рассказывает Холмсу, что связан с убийствами, но что это не он убивал жертв — они сами убивали себя после разговора с ним. Он предлагает Шерлоку сыграть в ту же игру. Когда они прибыли в здание библиотеки, таксист предлагает Холмсу выбрать из двух пузырьков с капсулами: в одном пузырьке находятся безвредные капсулы, а в другом — ядовитые, причем капсулу из оставшегося пузырька таксист обещает принять сам. Пытаясь выяснить, какова выгода таксиста во всём этом, Холмс узнаёт, что тот неизлечимо болен, а организовать эту серию убийств совершенно незнакомых людей ему помог некий «поклонник» Холмса. Шерлок спрашивает, почему люди соглашались на такую «игру». Таксист говорит, что он предлагал им выбор: или пуля в лоб, или игра. Все выбирали пилюли. В этот момент таксист достает пистолет и направляет его на Холмса с требованием закончить пустой разговор и приступить к делу. Однако Шерлок понимает, что оружие не настоящее. Тем не менее, таксист уверен, что Шерлок всё же желает решить головоломку и потому примет капсулу из одного из пузырьков.
Тем временем Джон Ватсон, пользуясь GPS, вычисляет местонахождение такси. Увидев через окно соседнего здания Шерлока, готового принять одну из таблеток, Джон стреляет в таксиста из своего пистолета и убивает его наповал. Шерлок пытается узнать у умирающего мужчины, верный ли пузырёк он выбрал и кто такой этот «поклонник». Мужчина произносит «Мориарти» и умирает. Между тем здание оцепляет полиция. Шерлок начинает вслух делать выводы о стрелявшем и в какой-то момент понимает, что это был Джон. К счастью, полицейские слушали Холмса не особенно внимательно, поэтому друзьям удаётся незаметно ускользнуть от их опеки. Покидая место преступления, они сталкиваются с человеком, который привёз Джона на склад. Им оказывается Майкрофт Холмс, старший брат Шерлока. Шерлок и Джон возвращаются на Бейкер-стрит, а Майкрофт даёт указание своей секретарше пристальнее наблюдать за его братом.

## Производство
Эпизод изначально снимался в формате 60 минут, режиссёром была Коки Гедройц. Однако, когда BBC запланировало переделать проект, и заказало сезон из трёх частей, первоначальная версия не вышла в эфир. Неназванный источник заявил The Sun по этому поводу: «Мы не могли повторно использовать старый материал, так как сейчас снимается нечто совсем другое. Сюжет стал в основном более сложным и подробным, так что в основном пришлось начинать снова».
Действие сюжета разворачивается в 2010 году, а не в викторианскую эпоху, и в сериале фигурируют современные особенности, такие как мобильные телефоны, лондонские такси TX1, никотиновые пластыри вместо традиционной трубки и другие стандартные реквизиты.

## В ролях
| Актёр               | Роль                   |
| ------------------- | ---------------------- |
| Бенедикт Камбербэтч | Шерлок Холмс           |
| Мартин Фримен       | доктор Ватсон          |
| Руперт Грейвс       | инспектор Лестрейд     |
| Уна Стаббс          | миссис Хадсон          |
| Луиза Брили         | Молли Хупер            |
| Винетт Робинсон     | сержант Салли Донован  |
| Джонатан Арис       | судмедэксперт Андерсон |
| Фил Дэвис           | Джефф Хоуп             |
| Марк Гэтисс         | Майкрофт Холмс         |
| Лиза Макаллистер    | Антея                  |

## Показ
В первый раз эпизод вышел в эфир на канале BBC1 в 21:00 25 июля 2010 года. Его посмотрело 9 230 000 зрителей, что составляет 28,7 % аудитории Великобритании, кроме того, он получил рейтинг 87 по системе AI.

## Отзывы
Дэн Мартин из The Guardian в своей рецензии написал следующее: «Рано судить, но первый из трёх девяностоминутных фильмов, „Этюд в розовых тонах“, потрясающе перспективен. Он обладает изяществом „Призраков“, но он, безусловно, Шерлок Холмс. Дедуктивные выкладки изобретательны, а сюжету присуща образцовая запутанность Моффата». Ещё один журналист The Guardian, Сэм Волластон, отметил, что некоторые детали сюжета так и остались необъяснёнными. Том Сатклифф из The Independent посчитал, что Шерлок был «довольно вялым», работая над делом, однако в целом в своём обзоре он положительно отозвался о сериале. Сатклифф писал: «„Шерлок“ в выигрыше, он остроумный, познавательный, ни разу не отступивший от духа и блеска оригинала. Понятно, что Холмс берет не столько интригой, стоящей за ним, сколько харизмой… В чём-то ужасно неточный по отношению к первоисточнику, „Шерлок“ удивительно верен ему во всех важных ходах».